# Campeonato Paulista de Futebol Feminino Sub-15 de 2022
O Campeonato Paulista Feminino Sub-15 de 2022 foi a primeira edição deste torneio estadual de futebol feminino organizado pela Federação Paulista de Futebol (FPF).
O torneio foi dividido em três fases distintas e, inicialmente, contaria com a participação de 9 clubes, ocorrendo entre 26 de junho e 13 de agosto. No entanto, o Estrela de Guarulhos desistiu antes do início. A fase inicial consistiu na divisão dos participantes em três grupos, onde os clubes enfrentaram os adversários da mesma chave em partidas de turno e returno. Nas fases subsequentes, a classificação para a etapa seguinte foi determinada pelo resultado agregado das duas partidas, culminando na eliminação progressiva de clubes até a disputa da final.
O título da edição foi conquistado pela Ferroviária, que venceu a decisão contra o Centro Olímpico pelo placar de 3 a 1.

## Antecedentes
Em 22 de fevereiro de 2017, a FPF organizou um congresso técnico que resultou na criação do Paulista Feminino Sub-17. Este torneio foi organizado por quatro edições antes de a entidade anunciar, no início de 2020, a concepção do Paulista Sub-15, juntamente com a divulgação de seu regulamento e tabela de jogos. No entanto, devido à pandemia de COVID-19, a edição do Paulista Sub-15 acabou sendo cancelada. Dois anos depois, a FPF anunciou o relançamento da competição.

## Formato e participantes
Inicialmente, a primeira edição contaria com a participação de nove clubes, divididos em três grupos com três equipes cada. Os confrontos seriam disputados em turno e returno dentro dos grupos, com os três líderes se classificando para a semifinal, juntamente com o melhor segundo colocado. A cidade de Santana de Parnaíba foi a única sede do evento. No entanto, pouco antes do início, o Estrela de Guarulhos desistiu de participar, o que levou a uma mudança no regulamento. Um dos grupos ficou com apenas duas equipes, e o primeiro critério de definição do índice técnico para os segundos colocados passou a ser a porcentagem de aproveitamento, em vez do número de pontos.
| Equipe               | Cidade     |
| -------------------- | ---------- |
| Audax                | Osasco     |
| Campinas             | Campinas   |
| Centro Olímpico      | São Paulo  |
| Estrela de Guarulhos | Guarulhos  |
| Ferroviária          | Araraquara |
| Jundiaí              | Jundiaí    |
| Meninas em Campo     | São Paulo  |
| Primavera            | Indaiatuba |
| Tiger Academia       | São Paulo  |

## Primeira fase
Os primeiros jogos do Paulista Feminino Sub-15 foram disputados em 26 de junho, com a rodada inaugural contando apenas com dois jogos, devido à desistência do Estrela de Guarulhos de participar do campeonato. O Audax, por sua vez, enfrentou o Jundiaí com apenas 8 atletas relacionadas e foi superado por 5 a 3. Em 29 de julho, a primeira fase chegou ao fim, com Centro Olímpico, Ferroviária e Meninas em Campo se classificando em primeiro lugar de seus grupos. O Campinas se juntou aos classificados como melhor segundo colocado.

### Grupo 1
- O Estrela de Guarulhos desistiu de participar antes do início do campeonato.

### Índice técnico
Com a desistência do Estrela de Guarulhos, o regulamento foi alterado para que o primeiro critério de desempate entre os segundos colocados fosse o aproveitamento, a fim de determinar o último classificado para a semifinal. No entanto, como a equipe do Primavera perdeu todos os seus jogos, o clube terminou a primeira fase como o último segundo colocado. Por essa razão, a tabela abaixo foi simplificada.

## Fases finais
Após a conclusão da primeira fase, os quatro classificados foram divididos em dois confrontos eliminatórios, com partida única, realizados no dia 7 de agosto no estádio Gabriel Marques da Silva, em Santana de Parnaíba. Na primeira partida da semifinal, o Centro Olímpico eliminou a equipe das Meninas em Campo nos pênaltis, após um empate de 1 a 1 no tempo regulamentar. Já a Ferroviária venceu o Campinas por 3 a 0, encerrando a outra semifinal da competição.
Uma semana depois, em 13 de agosto, os vencedores Centro Olímpico e Ferroviária se enfrentaram na final. Aos 10 minutos do segundo tempo, Gabi Push abriu o placar para a Ferroviária com um gol na saída da goleira. Com o resultado parcial, o Centro Olímpico correu atrás do empate e conseguiu igualar o jogo com um gol de Nicolle, faltando dez minutos para o fim. No entanto, Gabi Push marcou dois gols nos últimos minutos, garantindo a vitória e o título para a Ferroviária.
|  | Semifinais           | Semifinais      |   |                  | Final          | Final |  |
|  |                      |                 |   |                  |                |       |  |
|  |                      |                 |   |                  |                |       |  |
|  | Ferroviária          | 3               |   |                  |                |       |  |
|  | Campinas             | 0               |   |                  |                |       |  |
|  |                      |                 |   |                  |                |       |  |
|  |                      |                 |   |                  |                |       |  |
|  |                      |                 |   |                  | Ferroviária    | 3     |  |
|  |                      | Centro Olímpico | 1 |                  |                |       |  |
|  |                      |                 |   |                  |                |       |  |
|  |                      |                 |   |                  |                |       |  |
|  |                      |                 |   |                  | Terceiro lugar |       |  |
|  |                      |                 |   |                  |                |       |  |
|  | Centro Olímpico (p.) | 1 (5)           |   | Meninas em Campo | 5              |       |  |
|  | Meninas em Campo     | 1 (4)           |   |                  | Campinas       | 0     |  |

- As equipes classificadas estão destacadas em negrito.

### Gerais
- «Tabela do Paulista Feminino Sub-15 de 2022». Futebol Interior. Consultado em 30 de julho de 2024. Cópia arquivada em 30 de julho de 2024
- «Regulamento do Campeonato Paulista Feminino Sub-15 de 2022» (PDF). Federação Paulista de Futebol. Consultado em 30 de julho de 2024. Cópia arquivada (PDF) em 30 de julho de 2024

### Específicas
1. ↑  «Federação Paulista cria campeonato estadual feminino sub-17». GloboEsporte.com. 23 de fevereiro de 2017. Consultado em 1 de setembro de 2018. Cópia arquivada em 2 de setembro de 2018
2. ↑  Martín Fernandez (31 de março de 2020). «Futuro do futebol paulista segue indefinido, e FPF tem lista longa de torneios que não começaram». GloboEsporte.com. Consultado em 14 de novembro de 2020. Cópia arquivada em 27 de maio de 2020
3. ↑  «Regulamento específico do Campeonato Paulista de Futebol Feminino - Sub15 - 2020» (PDF). Federação Paulista de Futebol. Consultado em 14 de novembro de 2020. Cópia arquivada (PDF) em 14 de novembro de 2020
4. ↑  «FPF confirma a realização do Paulista Feminino Sub-17 em 2020». Federação Paulista de Futebol. 23 de setembro de 2020. Consultado em 14 de novembro de 2020. Cópia arquivada em 5 de outubro de 2020
5. ↑  «Conselho Técnico define diretrizes do Campeonato Paulista Feminino Sub-15». Federação Paulista de Futebol. 1 de junho de 2022. Consultado em 16 de junho de 2024. Cópia arquivada em 16 de junho de 2024
6. ↑  Vinicius Fernandes (8 de junho de 2022). «Conselho Técnico define Campeonato Paulista Feminino Sub-15». DaBase. Consultado em 30 de julho de 2024. Cópia arquivada em 16 de junho de 2024
7. 1 2 3  «Adequação do regulamento específico do Campeonato Paulista de Futebol Feminino Sub 15 - 2022» (PDF). Federação Paulista de Futebol. Consultado em 30 de julho de 2024. Cópia arquivada (PDF) em 30 de julho de 2024
8. 1 2 3  «Jundiaí e Meninas em Campo vencem na estreia do Paulista Sub-15». Federação Paulista de Futebol. 26 de junho de 2022. Consultado em 30 de julho de 2024. Cópia arquivada em 30 de julho de 2024
9. ↑  Júlia Ribeiro (29 de agosto de 2022). «Jovem reforça apelido de "Gabigol" com 12 gols em quatro jogos em título do Paulista Feminino sub-15». ge. Consultado em 30 de julho de 2024. Cópia arquivada em 31 de agosto de 2022
10. ↑  «1ª fase termina com goleadas de Meninas em Campo, ADECO e Ferroviária». Federação Paulista de Futebol. 29 de julho de 2022. Consultado em 30 de julho de 2024. Cópia arquivada em 30 de julho de 2024
11. ↑  «PAULISTA SUB-15 FEM: 1ª fase acaba com goleadas». Futebol Interior. 29 de julho de 2022. Consultado em 30 de julho de 2024. Cópia arquivada em 7 de novembro de 2022
12. 1 2 3  «Ferroviária e Centro Olímpico se classificam e decidem o título». Federação Paulista de Futebol. 7 de agosto de 2022. Consultado em 30 de julho de 2024. Cópia arquivada em 30 de julho de 2024
13. 1 2  «Ferroviária e Centro Olímpico decidem o Paulista Feminino Sub-15». RCIA. 12 de agosto de 2022. Consultado em 30 de julho de 2024. Cópia arquivada em 12 de agosto de 2022
14. ↑  «Centro Olímpico vai disputar a final do Campeonato Paulista Feminino sub-15 contra a Ferroviária». Prefeitura de São Paulo. 12 de agosto de 2022. Consultado em 30 de julho de 2024. Cópia arquivada em 15 de setembro de 2022
15. ↑  Amanda Rocha (8 de agosto de 2022). «Ferroviária disputará final do Paulista Feminino Sub-15». ACidade ON. Consultado em 30 de julho de 2024. Cópia arquivada em 30 de julho de 2024
16. ↑  «Ferroviária vence Centro Olímpico e é campeã Paulista Sub-15 Feminino». Federação Paulista de Futebol. 13 de agosto de 2022. Consultado em 30 de julho de 2024. Cópia arquivada em 16 de junho de 2024
17. ↑  «PAULISTA FEMININO SUB-15: Atacante da Ferroviária tem tarde iluminada e marca três para garantir o título». Futebol Feminino. 13 de agosto de 2022. Consultado em 30 de julho de 2024. Cópia arquivada em 16 de junho de 2024
18. ↑  Vinicius Fernandes (14 de agosto de 2022). «Ferroviária sagra-se campeã paulista sub-15 feminina». DaBase. Consultado em 30 de julho de 2024. Cópia arquivada em 30 de julho de 2024